# Dance Dance Revolution

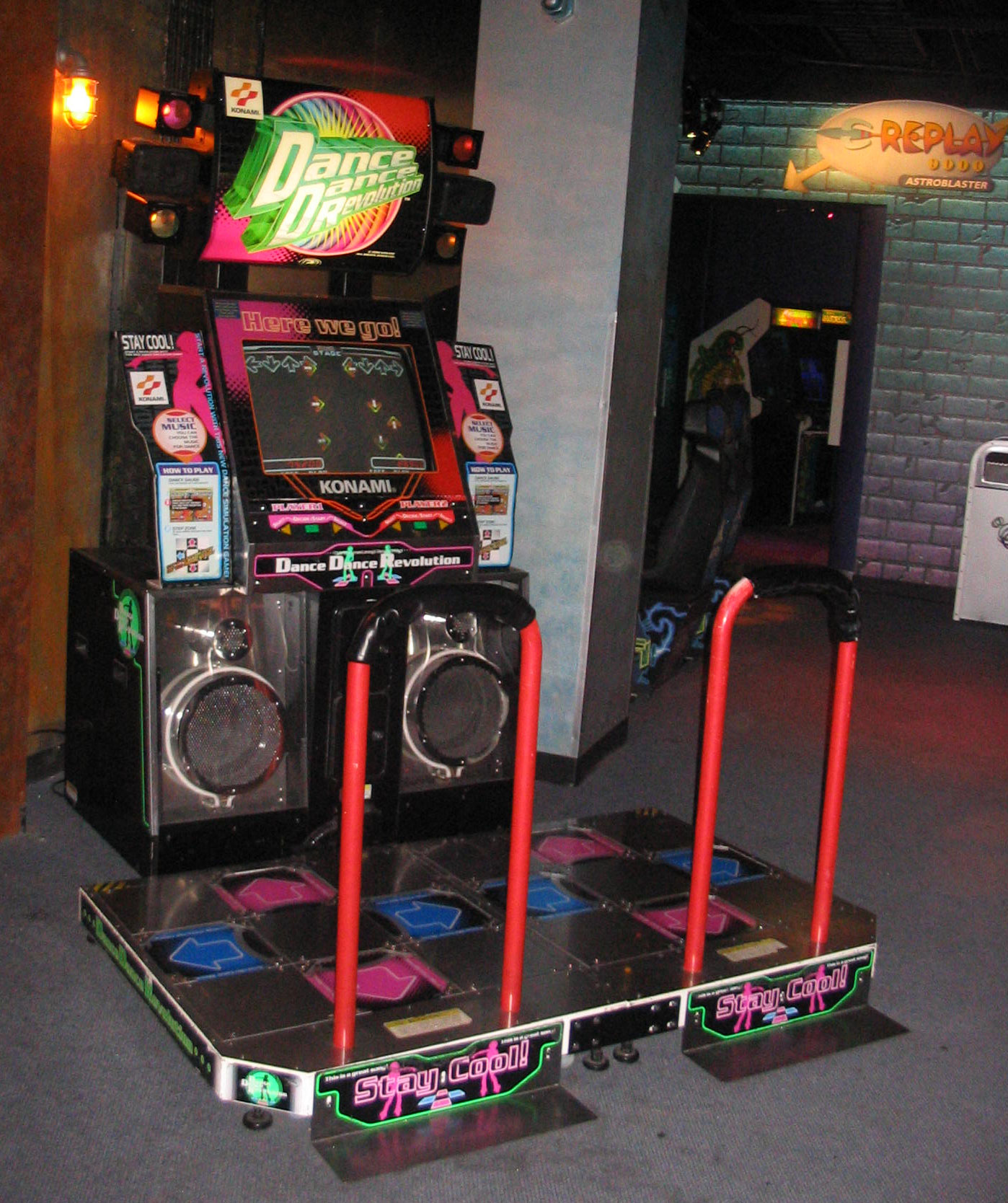
Dance Dance Revolution (Arcade-Gerät)

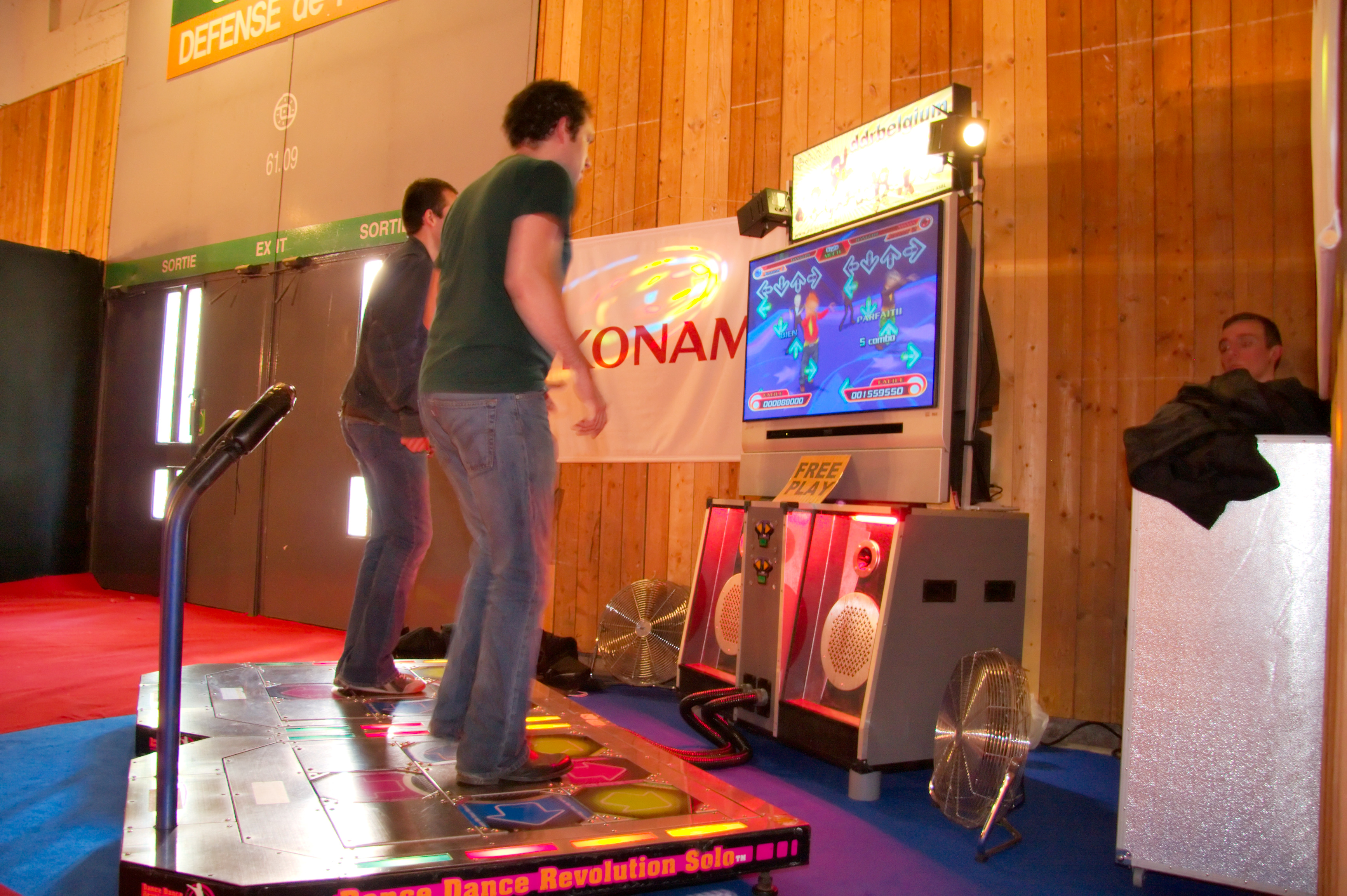
Spieler

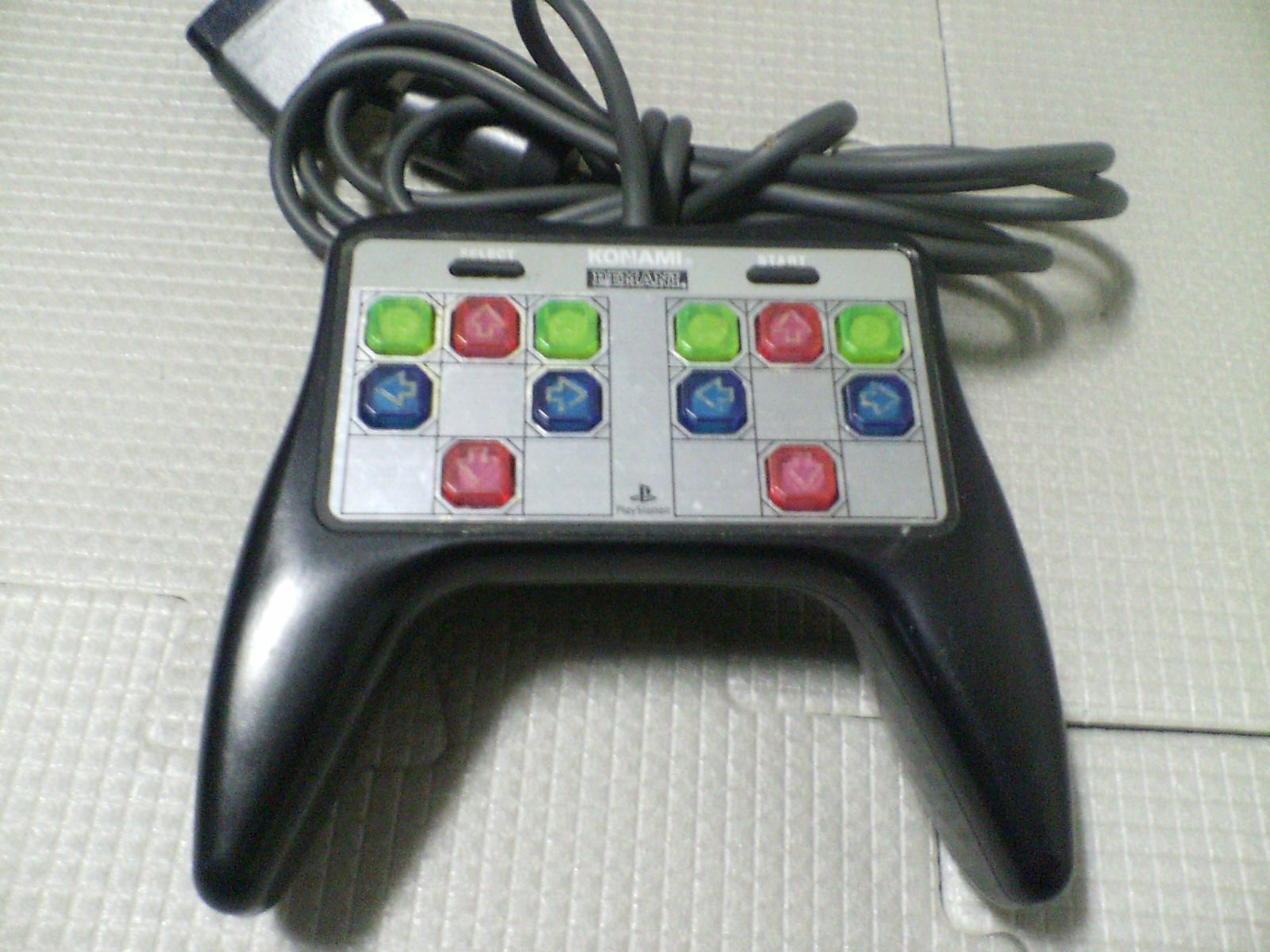
Controller für Konsolenversionen

Bei Dance Dance Revolution (kurz DDR) handelt es sich um eine Serie relativ simpel aufgebauter Computerspiele von Konami, bei dem im Takt der ablaufenden Musik Pfeile am Bildschirm angezeigt werden. Der Spieler steht auf einer Tanzmatte und muss im richtigen Moment auf die entsprechenden Pfeile treten. In Europa wurde der Serienname bis Ende 2008 unter dem Namen Dancing Stage vertrieben, inzwischen werden die Spiele der Reihe jedoch weltweit unter dem gleichen Namen vermarktet.
Die Spiele können, je nach System und Version, von ein bis vier Spielern gespielt werden. Einige Versionen bieten auch einen sogenannten „Double“-Modus an, bei dem ein Spieler zwei Tanzmatten benutzt.
Das erste Spiel der Reihe wurde 1998 für Spielhallen in Japan entwickelt. Inzwischen sind jedoch auch Versionen für Dreamcast, PC, PlayStation, GameCube, PlayStation 2, Xbox, Xbox 360, Wii und PlayStation 3 (2010) erhältlich. Insgesamt stehen bei letzterer Version 150 Original-Songs sowie verschiedene Spiel-Modi zur Verfügung.
Dance Dance Revolution gehört zur Familie der Bemani-Spiele, von der es verschiedene Varianten gibt, die sich vor allem durch unterschiedliche Eingabegeräte auszeichnen. Dazu gehören z. B. Trommeln, Schlagzeuge, Gitarren und Mischpulte.